# Scorzalita
La scorzalita es un mineral de la clase de los minerales fosfatos, y dentro de esta pertenece al llamado “grupo de la lazulita”. Fue descubierta en 1947 en una mina de Linópolis, en el estado de Minas Gerais (Brasil), siendo nombrada así en honor de Evaristo Penna Scorza, mineralogista brasileño.

## Características químicas
Es un fosfato hidroxilado y anhidro de hierro y aluminio. Del grupo de la lazulita (MgAl2(PO4)2(OH)2), es el análogo con Fe2+ de ésta, formando con ella una serie de solución sólida en la que la sustitución gradual del hierro por magnesio va dando los distintos minerales de la serie.
Además de los elementos de su fórmula, suele llevar como impureza magnesio.

## Formación y yacimientos
Es un mineral de aparición secundaria típica en complejos de pegmatitas del tipo granito, así como en rocas metamórficas de contenido muy alto en aluminio. También puede formarse en cuarcitas ricas en mineral de cianita.
Suele encontrarse asociado a otros minerales como: souzalita, trifilita, wyllieíta, trolleíta, apatito, lacroixita, berlinita, turmalina, moscovita, feldespato o cuarzo.